# Carminodoris
Carminodoris is een geslacht van weekdieren uit de klasse van de Gastropoda (slakken).

## Soorten
- Carminodoris boucheti Ortea, 1979
- Carminodoris cockerelli Risbec, 1930
- Carminodoris estrelyado (Gosliner & Behrens, 1998)
- Carminodoris punctulifera (Bergh, 1907)
- Carminodoris spinobranchialis Ortea & Martínez, 1992